# Henotesia
Henotesia är ett släkte av fjärilar. Henotesia ingår i familjen praktfjärilar.

## Dottertaxa tillHenotesia, i alfabetisk ordning[1]
- Henotesia aberrans
- Henotesia alaokola
- Henotesia albata
- Henotesia amanica
- Henotesia anceps
- Henotesia andravahana
- Henotesia andrivola
- Henotesia anganavo
- Henotesia angulifascia
- Henotesia ankaratra
- Henotesia ankoma
- Henotesia ankova
- Henotesia ankovana
- Henotesia antahala
- Henotesia antsianakana
- Henotesia avelona
- Henotesia benacus
- Henotesia benedicta
- Henotesia bicristata
- Henotesia birsha
- Henotesia borbonica
- Henotesia butleri
- Henotesia centralis
- Henotesia cingulina
- Henotesia comorana
- Henotesia comorensis
- Henotesia cowani
- Henotesia curvatula
- Henotesia decira
- Henotesia difficilis
- Henotesia eliasis
- Henotesia elisi
- Henotesia erebennis
- Henotesia erebina
- Henotesia evanescens
- Henotesia evanida
- Henotesia exocellata
- Henotesia fitensis
- Henotesia fraterna
- Henotesia fuliginosa
- Henotesia grandis
- Henotesia haroldi
- Henotesia houlbertiana
- Henotesia iboina
- Henotesia irrorata
- Henotesia katangensis
- Henotesia lacus
- Henotesia laeta
- Henotesia laetifica
- Henotesia loucoubensis
- Henotesia luctuosa
- Henotesia mabillei
- Henotesia macrophthalma
- Henotesia maeva
- Henotesia maevius
- Henotesia marmorata
- Henotesia masikora
- Henotesia masoura
- Henotesia mayottensis
- Henotesia menamena
- Henotesia narcissus
- Henotesia narova
- Henotesia nigrescens
- Henotesia obscura
- Henotesia ochracea
- Henotesia ornata
- Henotesia oxypteron
- Henotesia pallida
- Henotesia paradoxa
- Henotesia parva
- Henotesia parvidens
- Henotesia passandava
- Henotesia pauper
- Henotesia peitho
- Henotesia perdita
- Henotesia perspicua
- Henotesia phaea
- Henotesia pseudonarcissus
- Henotesia sabas
- Henotesia sakalava
- Henotesia semiochracea
- Henotesia simonsii
- Henotesia strato
- Henotesia strigula
- Henotesia submaevius
- Henotesia subolivacea
- Henotesia subsimilis
- Henotesia teratia
- Henotesia turbans
- Henotesia turbata
- Henotesia ubenica
- Henotesia uncinata
- Henotesia undulans
- Henotesia undulata
- Henotesia undulosa
- Henotesia uniformis
- Henotesia wardi
- Henotesia wardiana
- Henotesia wardii
- Henotesia variegata
- Henotesia wellmani
- Henotesia victorina
- Henotesia vola